# Bataille de Luckau
Campagne d'Allemagne
Batailles
Campagne de Russie (1812)
- Liste des batailles
- Mir
- Moguilev
- Ostrovno
- Vitebsk
- Kliastitsy
- Smolensk
- 1re Polotsk
- Valoutina Gora
- Moskova
- Moscou
- Winkowo
- 2e Polotsk
- Maloïaroslavets
- Gorodnia
- Czaśniki
- Viazma
- Smoliani
- Krasnoï
- Bérézina

Campagne d'Allemagne (1813)
- Dantzig
- Lunebourg
- Möckern
- Lützen
- Bautzen
- Reichenbach
- Haynau
- Luckau
- Hoyerswerda
- Lauenbourg
- Goldberg
- Gross Beeren
- Katzbach
- Dresde
- Kulm
- Dennewitz
- Peterswalde
- Liebertwolkwitz
- Leipzig
- Hanau
- Sehested
- Torgau
- Hambourg

Campagne de France (1814)
- Sainte-Croix-en-Plaine
- Besançon
- Mayence
- Metz
- Saint-Avold
- 1re Saint-Dizier
- Brienne
- La Rothière
- Campagne des Six-Jours (Champaubert
- Montmirail
- Château-Thierry
- Vauchamps)
- Mormant
- Montereau
- Bar-sur-Aube
- Saint-Julien
- Laubressel
- Berry-au-Bac
- Craonne
- Coutures
- Laon
- Soissons
- Mâcon
- Reims
- Saint-Georges-de-Reneins
- Limonest
- Arcis-sur-Aube
- Fère-Champenoise
- 2e Saint-Dizier
- Meaux
- Claye
- Villeparisis
- Paris

- Feistritz
- Caldiero (en)
- Trieste
- Mincio

- Hoogstraten (de)
- Anvers
- Berg-op-Zoom
- Courtrai

La bataille de Luckau a lieu le 4 juin 1813 au cours de la campagne d'Allemagne. Un corps français de 30 000 hommes, sous les ordres du maréchal Oudinot, traverse l'Elster Noir en direction de Sonnenwalde. Là, lors de sa progression vers Berlin, située à environ 70 km au nord, il rencontre par surprise l'avant-garde du corps d'armée prussien du général von Bülow. Ce dernier a pour mission de sécuriser la marche de Brandebourg et Berlin avec ses soldats prussiens et russes. L'avant-garde s'est repliée vers l'armée principale à Luckau.
Les Français concentrent alors leur attention sur cette ville. Ils réussissent à s'emparer du faubourg de Calau et à occuper la porte. Cependant, le Rittmeister prussien von Burstini réussit cependant à contre-attaquer et à reprendre la porte. Les Français font plusieurs tentatives pour déloger les Prussiens, mais elles échouent toutes. Ils mettent donc le feu à la ville et se retirent. Le von Oppen réussit alors à attaquer le front et la droite des Français et à leur infliger de lourdes pertes.
Avec sa victoire sur Oudinot, Bülow parvient à contrecarrer l'avancée des troupes françaises sur la capitale prussienne. Au lieu de cela, le maréchal se retire à Übigau.
Luckau est gravement endommagée lors des combats ; 120 maisons, surtout toute la partie est du faubourg de Calau, ont brûlé, la tour rouge (de) est endommagée.
Sur la Schanzenberg, à l'ouest de la ville, on trouve les anciennes défenses des Prussiens et un monument commémorant le combat.